# Astracantha vedica
Astracantha vedica är en ärtväxtart som först beskrevs av Armen Tachtadzjan, och fick sitt nu gällande namn av Sergei Kirillovich Czerepanov. Astracantha vedica ingår i släktet Astracantha och familjen ärtväxter. Inga underarter finns listade i Catalogue of Life.